# Cabochon
Pour les articles homonymes, voir Cabochon (homonymie).

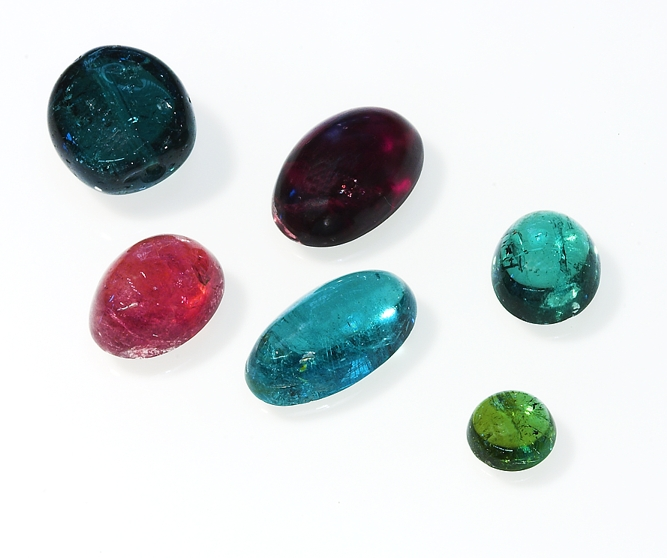
Des cabochons de tourmaline.

En joaillerie, un cabochon (ka.bɔ.ʃɔ̃, du moyen français caboche, tête) est une pierre polie, et non pas taillée en facettes. Les cabochons ont habituellement une face inférieure plane et une face supérieure bombée. Ce type de préparation était le plus fréquent avant le développement de la taille à facettes.

## Applications
La taille en cabochon est ordinairement appliquée à des gemmes opaques, la taille en facettes étant réservée à des pierres transparentes ou translucides. La dureté entre aussi en compte : les gemmes tendres (de dureté inférieure à 7 sur l'échelle de Mohs) sont facilement rayées, principalement par la silice sous forme de poussière et de sable. Ceci abîmerait vite leurs facettes — elles sont donc de préférence taillées en cabochons, sur lesquels les rayures sont moins visibles.

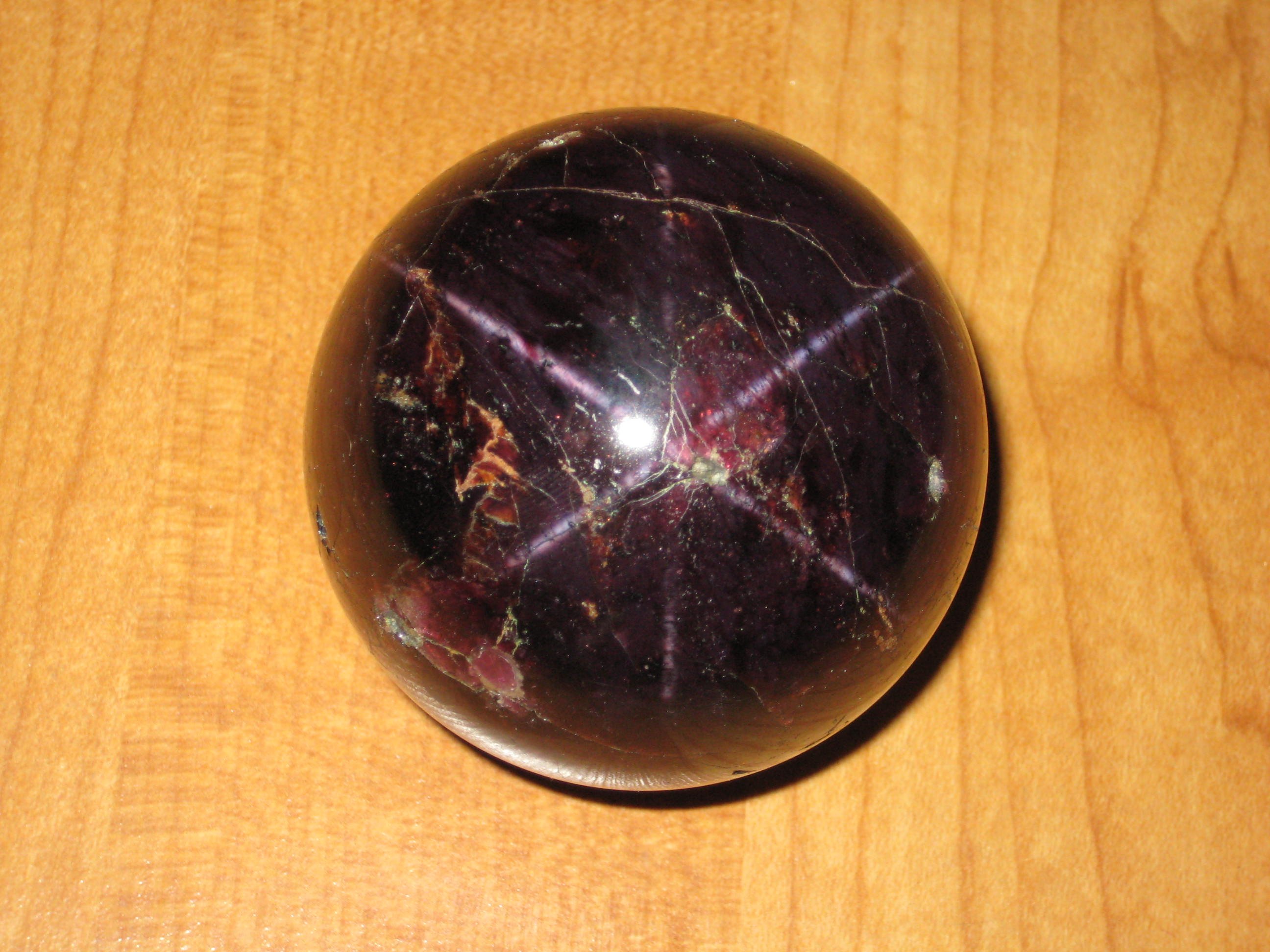
L'Étoile de l'Idaho, le plus gros grenat au monde avec une étoile à 6 branches.

Pour les pierres présentant un astérisme comme les saphirs étoilés et les pierres chatoyantes (de) comme l'œil-de-chat (chrysobéryl), la taille en cabochon permet de montrer l'œil ou l'étoile, qui n'apparaîtraient pas avec une taille en facettes. Elle est aussi adoptée pour les pierres présentant un miroitement (adularescence) ou une iridescence. 
La forme courante des cabochons est une ellipse bombée. Cette forme dissimule mieux de légères asymétries que le cercle, et elle est attractive. Par exception, les cabochons qui ornent les couronnes de certaines montres sont ronds.

## Fabrication
Le procédé de fabrication consiste à scier une tranche de la gemme, puis de reporter sur elle la forme d'un modèle. La tranche est alors coupée le long de cette ligne avec une scie à lame de diamant. Des meuleuses équipées de diamant ou de carbure de silicium peuvent être utilisées pour rogner la gemme (la plupart des ateliers lapidaires actuels ont abandonné le carbure de silicium pour le diamant).
Une fois que la pierre a été ébauchée, elle peut être « trempée » ou terminée à la main. Le « trempage » est normalement fait en la collant sur une cheville de bois pour la meuler le long de la ligne de gabarit, avant de sabler la face supérieure et de la polir en forme de dôme.

## Images

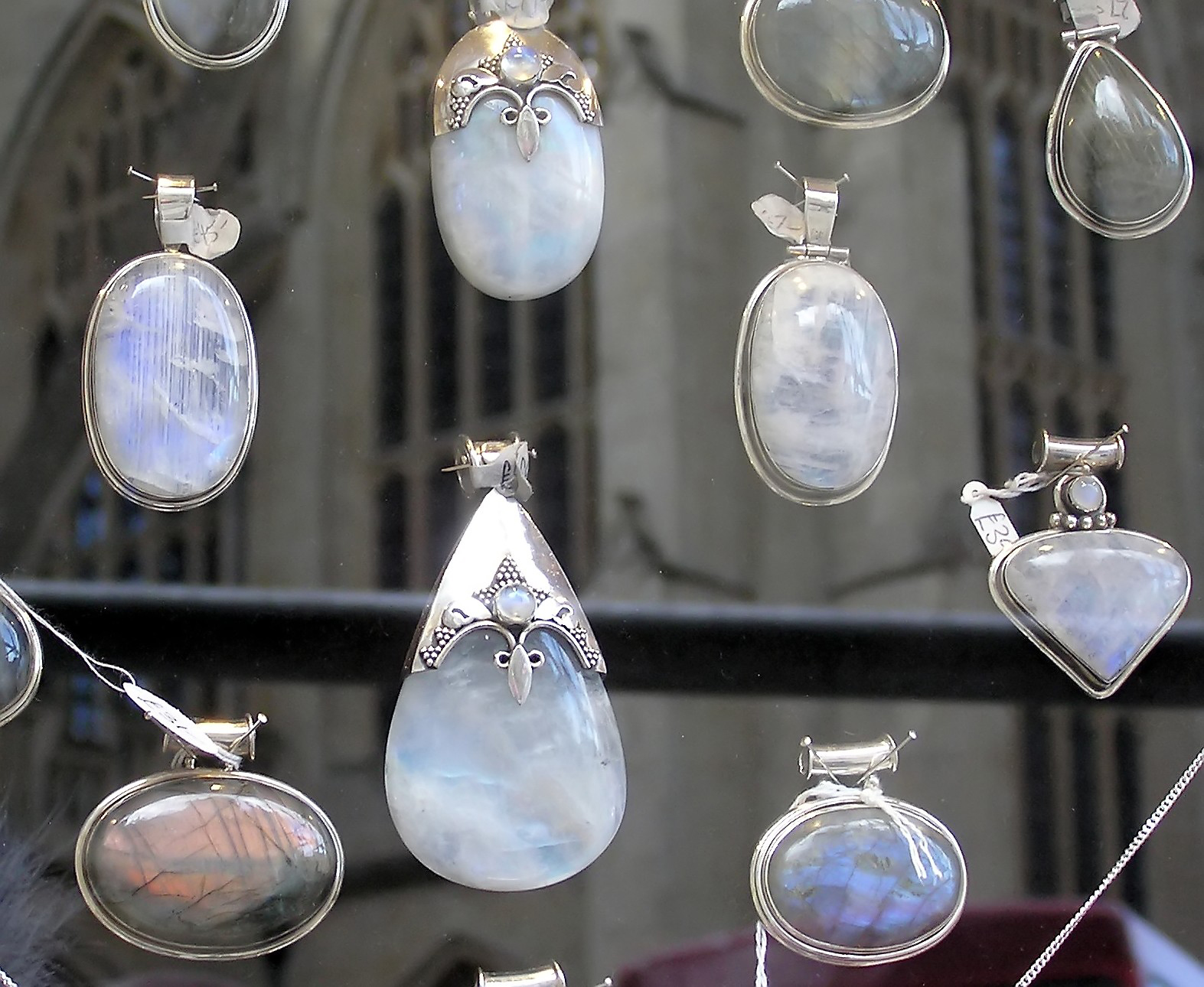
Des cabochons de pierre de lune en vente dans une bijouterie de Bath (Angleterre).
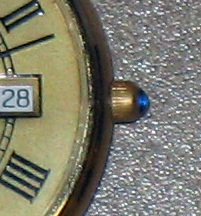
Un cabochon de saphir sur la couronne d'une montre pour homme.
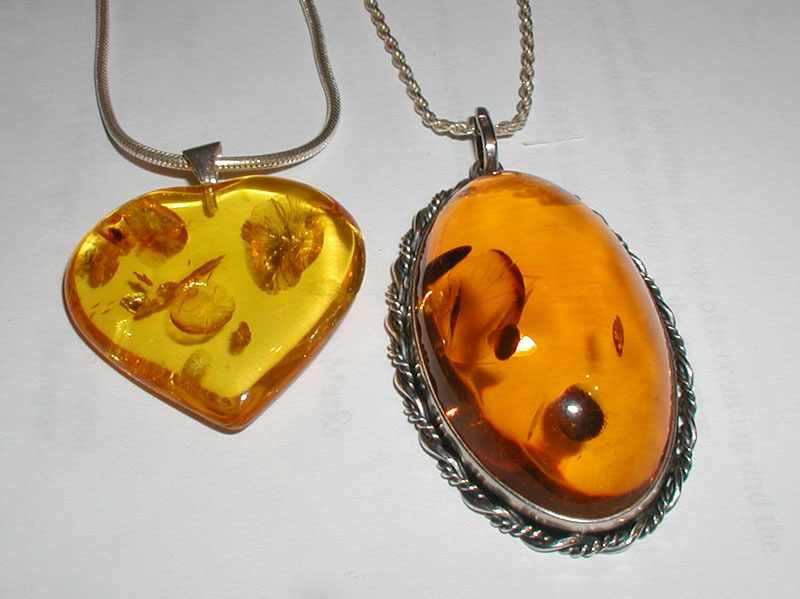
Des pendentifs d'ambre. Le cabochon ovale mesure 52 × 32 mm.
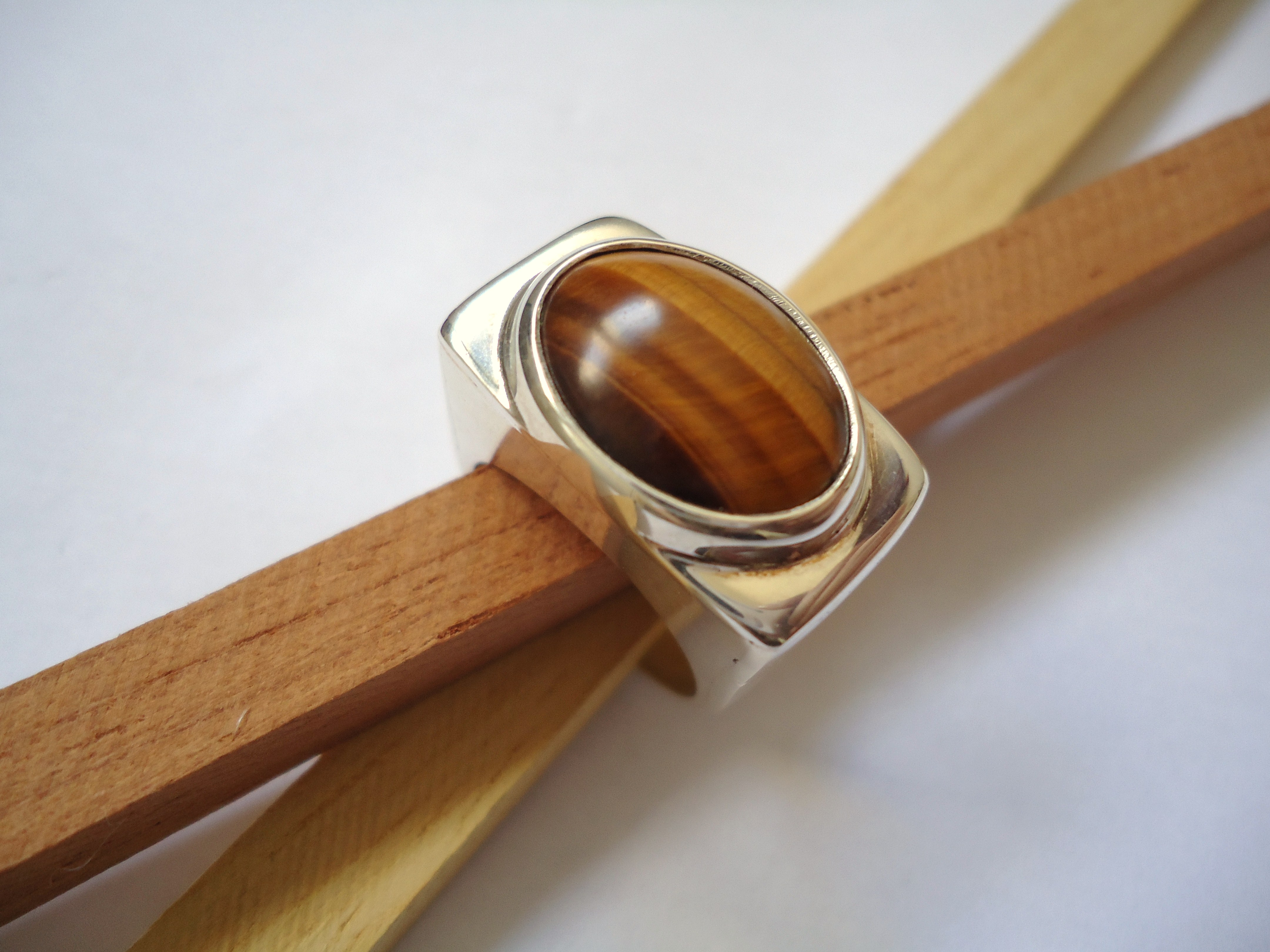
Une bague en argent ornée d'un cabochon d'œil-de-tigre.